# Патерсон, Пат
Пат Патерсон (англ. Pat Paterson, имя при рождении — Элиза Патерсон (англ. Eliza Paterson); 10 апреля 1910, Брадфорд, Уэст-Йоркшир, Англия — 24 августа 1978, Финикс, Аризона, США) — британская и американская актриса.

## Биография
В 18-летнем возрасте отправилась в Голливуд. В 1929 году подписала контракт с киностудией 20th Century Fox. Взяла творческий псевдоним Пат Патерсон. Почти сразу стала сниматься в кино.
В 1930—1934 годах появлялась во многих кинокартинах 20th Century Fox, в результате чего стала известной публике. В фильме «Чарли Чан в Египте» (1935) с Уорном Оулэндом в роли Чана сыграла главную роль — Кэрол Арнольд. По задумке студии, эта роль должна была стать для неё трамплином на главные роли в других фильмах. В начале 1934 года, когда производство «Чарли Чана в Египте» было завершено, Морис Шевалье пригласил своего лучшего друга, французского актёра Шарля Буайе, прийти новогоднюю вечеринку на Fox Studios, на которой присутствовала Пат Патерсон. На протяжении многих лет Буайе заявлял, что их встреча стала любовью с первого взгляда. Через четыре недели после знакомства они поженились, в день Святого Валентина, 14 февраля 1934 года, в Юме, штат Аризона.
Ш. Буайе заявлял в газетах, что его жена откажется от своей кинокарьеры, так как считает, что замужние женщины должны не работать, а уделять больше времени и внимания воспитанию своих детей. Однако Патерсон продолжала сниматься. Пять лет, прошедшие после свадьбы, по-видимому, были для неё самыми успешными в актёрском и коммерческом плане.
Она продолжала сниматься как минимум в одном фильме в год до начала Второй мировой войны. Война фактически положила конец её карьере в кино. 9 декабря 1943 года, через два года после того, как её муж стал гражданином США, она родила их единственного ребёнка. Их сын погиб в сентябре 1965 года в возрасте 21 года.
24 августа 1978 года Пат Патерсон умерла от опухоли головного мозга. Через два дня после смерти жены, с которой прожил вместе 44 года, муж Шарль Буайе, совершил самоубийство. Актрису и её мужа похоронили на кладбище Святого креста в Калвер-Сити.

## Фильмография
| Год  |     | Русское название   | Оригинальное название  | Роль                    |
| ---- | --- | ------------------ | ---------------------- | ----------------------- |
| 1931 | кор | —                  | The Professional Guest | Марджори Филбсби        |
| 1931 | ф   | —                  | The Other Woman        | Пруденс Уичерли         |
| 1931 | ф   | —                  | The Great Gay Road     | Нэнси                   |
| 1932 | ф   | —                  | Lord Babs              | Хелен Паркер            |
| 1932 | кор | —                  | Partners Please        | Анджела Гриттивуд       |
| 1932 | ф   | —                  | Here’s George          | Лора Уэнтуорт           |
| 1933 | ф   | —                  | Bitter Sweet           | Долли                   |
| 1933 | ф   | —                  | Head of the Family     | Джеральдин Пауис-Портер |
| 1933 | ф   | —                  | The Medicine Man       | Гвендолин Уэллс         |
| 1933 | ф   | —                  | The Right to Live      | Джун Кесслер            |
| 1933 | ф   | —                  | The Love Wager         | Пегги                   |
| 1933 | ф   | —                  | The Laughter of Fools  | Дорис Грегг             |
| 1933 | кор | —                  | Beware of Women        | Марджери                |
| 1934 | ф   | Пей до дна         | Bottoms Up             | Ванда Гейл              |
| 1934 | ф   | —                  | Call It Luck           | Пэт Лори                |
| 1934 | ф   | Время любить       | Love Time              | Валери                  |
| 1935 | ф   | —                  | Lottery Lover          | Патти                   |
| 1935 | ф   | Чарли Чан в Египте | Charlie Chan in Egypt  | Кэрол Арнольд           |
| 1936 | ф   | Расточитель        | Spendthrift            | Валери «Бутс» О’Коннелл |
| 1936 | ф   | —                  | 52nd Street            | Маргарет Ронделл        |
| 1939 | ф   | Восторг идиота     | Idiot’s Delight        | миссис Черри            |